# Gippsland-Massaker
Die Gippsland-Massaker an den Gunai oder Kurnai genannten Aborigines fand in den Jahren von 1840 bis 1847 in mehreren großen Auseinandersetzungen mit zahlreichen Getöteten und weiteren kleineren mit zahlenmäßig weniger Opfern statt. Sie ereigneten sich in East Gippsland im australischen Victoria. Die Bevölkerung der Kurnai, die auch Gippsland-Aborigines genannt werden, betrug 4.000 Personen, bevor die europäischen Siedler nach Gippsland kamen. In der Folge der Kolonisation durch die Briten wurden etwa 300 belegbar oder nach anderen Schätzungen bis zu 1.000 Kunai ermordet.

## Massaker
Gippsland wurde erst relativ spät in den 1820er Jahren und ab 1840 intensiv durch europäische Siedler kolonisiert, dabei wurden die Aborigines von ihrem angestammten Land und ihren Lebensgrundlagen abgedrängt. Der Stamm der Aborigines, der im Osten lebte, kämpfte gegen die europäische Invasion ihres Landes. Durch die technologische Überlegenheit der europäischen Waffen waren die Europäer den Aborigines überlegen. Letztendlich wurden 300 Aborigines ermordet, andere schätzen mehr als 1.000, jedoch ist es schwierig die genaue Anzahl der Toten anzugeben, da nur wenige Berichte jener Zeit noch vorhanden sind. Krankheiten, wie Pocken, die die Kolonialisten und Walfänger im Jahre 1820 einschleppten, sind ein weiterer Grund für das Absinken der Bevölkerung der Aborigines.

### Große Massaker
Die erste große gewalttätige Auseinandersetzung fand am Butcher-Creek im Jahre 1841 statt, wobei 30 bis 35 Aborigines von Angus McMillans Männern erschossen wurden.
Eine zweite große Kampfhandlung fand im Warrigal-Creek-Gebiet bei Woodside im südlichen Gippsland im Jahre 1843 statt, wobei zwischen 60 und 180 Aborigines von Angus McMillan und seinen Männern erschossen wurden. Der Protektor der Aborigines, George Augustus Robinson, war einige Wochen später in Port Albert und schrieb damals in seinem offiziellen Report: „some depraved white men had in a fit of drunkenness shot at and killed some friendly natives“. (Deutsch: Einige heruntergekommene weiße Männer hatten im Zustand von Trunkenheit auf einige friedliche Einheimische geschossen und sie ermordet.)
In einem Massaker am Snowy River, das entweder 1846 oder 1847 zwischen Orbost und Marlo stattfand, wurden 50 Aborigines ermordet. Verwickelt war darin auch der Native-Police-Corps, zu der auch Aborigines der West-Port-Blacks – traditionellen Feinde der Kurnai – gehörten. Die Weißen suchten nach einer weißen Frau, die angeblich von Aborigines festgehalten wurde.
14 Aborigines wurden am 21. Januar 1847 zwischen Summer Hill und Spring Hill am Macalister River erschossen.

### Belegbare Massaker
Die folgende Liste ist zusammengestellt von Briefen und Tagebüchern
- 1840: Nuntin – unbekannte Anzahl von Angus McMillans Männern ermordet
- 1840: Boney Point – "Angus McMillan und seine Männer nahmen einer großen Anzahl von Aborigines das Leben"
- 1841: Butchers Creek – 30-35 erschossen von Angus McMillans Männern
- 1841: Maffra – unbekannte Anzahl von Angus McMillans Männern ermordet
- 1842: Skull Creek – unbekannte Anzahl ermordet
- 1842: Bruthen Creek – "hunderte ermordet"
- 1843: Warrigal Creek – zwischen 60 und 180 erschossen von Angus McMillan und seinen Männern
- 1844: Maffra – unbekannte Anzahl ermordet
- 1846: South Gippsland – 14 ermordet
- 1846: Snowy River – 8 ermordet von Captain Dana und dem Native-Police-Corps
- 1846–47: Central Gippsland – 50 oder mehr erschossen von einer bewaffneten Gruppe, die nach einer angeblich entführten weißen Frau suchten; diese Frau wurde niemals gefunden.
- 1850: East Gippsland – 15-20 ermordet
- 1850: Murrindal – 16 vergiftet
- 1850: Brodribb River – 15-20 getötet

(Dieses Auflistung erhebt keinen Anspruch auf Vollständigkeit)